# Pellenes iforhasorum
Pellenes iforhasorum är en spindelart som beskrevs av Berland, Millot 1941. Pellenes iforhasorum ingår i släktet Pellenes och familjen hoppspindlar. Inga underarter finns listade i Catalogue of Life.